# Андреевск (Иркутская область)
Андреевск — упразднённый посёлок в Бодайбинском районе Иркутской области России. Входил в состав Балахнинского городского поселения. Исключен из учётных данных в 1998 году.

## География
Находился на правом берегу реки Бодайбо напротив места впадения в неё ручья Томиловский, в 1 км к юго-западу от посёлка Васильевский.

## История
Населённый пункт возник в 1750 году. По данным на 1926 год прииск Андреевский состоял из 128 хозяйств. В административном отношении входил в состав Бодайбинского горсовета Бодайбинского района Иркутского округа Сибирского края.
В 1933 году преобразован в рабочий посёлок Андреевск.
Указом ПВС РСФСР от 29 апреля 1976 года преобразован в сельский населенный пункт.
Постановлением губернатора Иркутской области от 21 сентября 1998 года № 574-п посёлок исключен из учётных данных.

## Население
| 1926 | 1933  | 1939  | 1959  | 1970  |
| ---- | ----- | ----- | ----- | ----- |
| 218  | ↗1300 | ↗6596 | ↘5602 | ↘3849 |

По данным переписи 1926 года основным населения прииска были китайцы.